# Bolitophila clavata
Bolitophila clavata is een muggensoort uit de familie van de Bolitophilidae. De wetenschappelijke naam van de soort is voor het eerst geldig gepubliceerd in 1925 door Garrett.